# Koło hermeneutyczne
Koło hermeneutyczne, koło filologiczne – figura opisująca hermeneutyczny sposób rozumienia i interpretacji tekstu. Zgodnie z tą figurą nie można zrozumieć całości bez zrozumienia szczegółu, a szczegół nie może być zrozumiany bez odwołania się do całości. Tak więc skuteczna interpretacja polega na ruchu kolistym – od całości do szczegółu i od szczegółu do całości. Natomiast sam proces rozumienia jest względny i niezakańczalny. W procesie rozumienia musimy zacząć od pobieżnego oglądu całego dzieła, które jest przedmiotem wykładni (rozumienia). Wstępne rozumienie pozwala nam zgodnie z prawem koła hermeneutycznego na lepsze zapoznanie się z interpretowanym dziełem i dalszą jego interpretację. W procesie rozumienia posługujemy się wykładnią gramatyczną i psychologiczną, pomijając inne takie jak historyczną, estetyczną i rzeczową.  W takim rozumieniu figurę koła wprowadził do hermeneutyki Friedrich Schleiermacher. 
Inaczej rozumie koło hermeneutyczne Martin Heidegger – według niego figura ta oznacza, że zanim interpretator podejmie się interpretacji tekstu, posiada już jakieś wyobrażenie o nim, wynikające z jego wyobrażenia o świecie. Nie można rozpocząć procesu interpretacji od zera, nie da się rozumieć bez wcześniejszego rozumienia. Interpretacja jest więc procesem kolistym, ponieważ nie rozpoczyna się od punktu startowego, ale jest uwikłana we wcześniejsze doświadczenia i procesy interpretacyjne interpretatora.
Teorię koła hermeneutycznego rozwinął później uczeń Heideggera Hans-Georg Gadamer. Uważał on, że podmiot nie może interpretować tekstu, wychodząc od neutralnej pozycji zerowej, pozbawionej wszelkich oczekiwań. Z racji faktu, że człowiek osadzony jest w pewnej kulturze, zawsze będzie posiadać pewne wstępne przekonania na temat tekstu już od początku jego poznawania. Te przekonania, nazywane przez Gadamera przedsądami, a wynikające z kultury i tradycji, oraz języka, w którym znajduje się podmiot poznający, będą rewidowane podczas poruszania się po kole hermeneutycznym, za każdym razem gdy podmiot odczuje obcość przekazu, czyli stan rzeczy niezgodny z jego pierwotnymi przekonaniami. Proces ten doprowadzi go w końcu do punktu wyjścia, czyli jego pierwotnych założeń, jednak już odpowiednio zrewidowanych dzięki obcości przekazu.